# Гянджинская крепость
Гянджинская крепость (азерб. Gəncə qalası) — историко-архитектурный памятник XVI века, расположенный в историческом центре города Гянджи. Башня была построена по приказу Фархад-паши для размещения вооруженных сил для управления древней крепостью Гянджа, оккупированной османами в 1588 году. Позже, во время правления шаха Аббаса и Джавад Хана, замок был расширен и укреплен. После переноса центра города Гянджи из древней Гянджинской крепости в Гянджинскую крепость по указанию шаха Аббаса Гянджинская крепость была главным комплексом в центре города. Дворец Гянджинских ханов находится в крепости.
После осады и кровопролитной войны, которая длилась более месяца в 1804 году, Гянджинский замок был захвачен царской Россией. Сразу после этого ханский дворец, который был ядром замка, был разграблен и разрушен.
Поскольку до нашего времени дошли только части Гянджинской крепости, ее архитектурные особенности были в значительной степени основаны на исторических картах и планах, а также на гравюрах и фотографиях. Из плана башни 1797 года видно, что город имел большую площадь, и сады занимали большую часть территории. Территория города была разделена на башни и крепости.  По плану Гянджинская крепость была неровной шестиугольной формы. В крепости находились двухэтажные башни. Стены замка были расположены на расстоянии 70 и 80 метров друг от друга. Внутренние стены главных крепостных стен имели шесть оснований. На внешних стенах замка были башни, которые находились достаточно далеко друг от друга. Большие сады и дома за стенами замка были защищены только кирпичными стенами.

## История
В 16 веке Древняя Гянджа стала одним из полей битв Сефевидо-Османских войн. В 1587 году Османская армия во главе с Фархад-пашой захватила Гянджу. Османцы немедленно начали работу по укреплению города, а строительство новых крепостных стен началось в 1588 году. Гянджа оставалась частью Османской империи, пока она не была блокирована шахом Аббасом в 1606 году.
Во время следующей Сефевидо-Османской войны, которая произошла в 1603-1618 годах, в 1606 году Гянджа была захвачена Сефевидами. Шах Аббас разрушил стены замка древнего города и перенес центр города в Гянджинскую крепость. По приказу шаха в новой Гянджинской крепости проводились восстановительные и укрепительные работы.
В конце XVIII века Гянджинская крепость стала столицей нового ханства. В этот период город был одним из крупнейших торговых центров в регионе.
В конце XVIII - начале XIX века Гянджа оставалась в центре русско-иранской войны. После недолгого правления русских военных в 1796 году Гянджинский хан укрепил городские крепостные стены. После осады и кровопролитной войны, которая длилась более месяца в 1804 году, Гянджинская крепость была захвачена царской Россией. Сразу после этого ханский дворец, который был ядром внутренней крепости, был разграблен и разрушен. Цицианов, возглавляющий армию Российской империи, дает указание оштрафовать на сумму в один рубль тех, кто использует имя Гянджа.

## Архитектурные особенности
При строительстве этого сооружения некоторые районы Гянджи были сохранены за стенами крепости. Крепость была неравномерной многоугольной формы. При строительстве крепости использовались глиняная грязь, булыжники и обожженный красный кирпич, что является традиционной гянджинской архитектурой. По этой причине его юго-западные, северо-западные и северо-восточные стены были прочными. Общая длина и высота были 13,7 км и 12 м соответственно. В общей сложности 30 оборонительных башен были построены на стенах через каждые 200-500 метров.
На определенной высоте крепостных стен были построены амбразуры и сторожевые башни. Их было важно использовать для атаки противника. С тех мест местные бойцы разливали кипящее масло и смазку на атакующих врагов.